# きゃりーぱみゅぱみゅ
きゃりーぱみゅぱみゅ（1993年1月29日 - ）は、日本のタレント、女性歌手、ファッションモデル。
正式名はきゃろらいんちゃろんぷろっぷきゃりーぱみゅぱみゅ。所属芸能事務所はアソビシステム。音楽出版活動に関しては芸映と業務提携をしている。血液型はB型。身長は158cm。略称はKPP、旧称及び愛称はきゃりー。公式ファンクラブは「KPP CLUB」。夫は俳優の葉山奨之。

## 概要
東京出身。2009年に原宿で撮影したストリートスナップで『KERA』に初登場し、読者モデルとしての活動を開始する。
2010年に歌手活動を開始し、2011年7月16日にYouTube上で公開したメジャー・デビュー・シングル収録曲「PONPONPON」のMVが世界的な注目を集めた。以降「つけまつける」「ファッションモンスター」「にんじゃりばんばん」など多数のヒット作を発表。
原宿の青文字系ファッションの魅力を分かりやすく凝縮した独自のファッションセンスと、音楽、MVなどのパフォーマンスで世界中にファンを獲得し、支持を集めている。
2022年4月16日、23日には、アメリカ最大規模の音楽フェス「コーチェラ・フェスティバル」への出演が発表された。

## 来歴

### 初期のキャリア：モデル、音楽活動開始
東京都田無市生まれ。幼少期は、母親から門限を課されるなど厳しく躾けられて育った。母親の実家がある薩摩川内市に、子供の頃は車で毎年行っていた。
中学時代の部活は陸上部。高校時代は門限設定のほか化粧の禁止や携帯電話の使用制限なども課されていたという。高校在学中に、モデル業を開始。原宿のストリートファッションに特化した「青文字系」の雑誌を中心に活動。2009年の秋にファッション雑誌『KERA』のストリートスナップに初登場、その後、専属モデルとしてスカウトされ、同誌や『Zipper』などの雑誌を舞台に読者モデルとして活動。2010年3月に『HR』創刊第1号のスナップページに掲載され、続く2号で早くも単独表紙を飾ることとなった。2012年にはオリコンスタイル発表「好きな読者モデル」のランキングにて益若つばさや小森純をおさえ1位にランクイン。『Zipper』誌では、同年から2014年にかけて3年連続で創刊記念号の表紙に登場するなどしている。音楽活動始動のきっかけが訪れたのは、高校卒業を間近に控えていた時期。進路が未定で「ふらふら」していた当時、自身も愛聴していた「Perfume」の音楽プロデューサーにあたる中田ヤスタカとクラブイベントで偶然出会い、そして同人から歌手デビューを勧められたことがきっかけであったという。2010年3月30日、エイベックス主宰の高校生シンガーによるプレデビュー企画『HIGHSCHOOLSINGER』から、「きゃりー」名義で「ミラクルオレンジ」という楽曲をリリース。

### 2011-2012年：『もしもし原宿』、『ぱみゅぱみゅレボリューション』
2011年5月にワーナーミュージック・ジャパンからのデビューを発表。6月、自身の完全監修によるスタジオジブリのカバー・コンピレーション・アルバム『きゃりーぱみゅぱみゅのジブリセット』を発売。そして8月発売のミニ・アルバム『もしもし原宿』でメジャー・デビュー。発売に先駆けて「iTunes」よりリード曲「PONPONPON」が世界23カ国で配信された。同曲は「iTunes」のフィンランドとベルギーのエレクトロランキングにて、日本人アーティスト最高位となる首位を獲得。2011年10月10日に「カミスン!」に初出演し、初めてテレビ番組で「PONPONPON」を披露した。この当時はまだ評価が定まっておらず、当時の水準からして余りの奇抜な表現に、賛否両論が巻き起こった。12月には米国・ロサンゼルスで開催されたイベント「ルネブティックワールドデビューパーティー」に出演、初の海外ライブを行った。

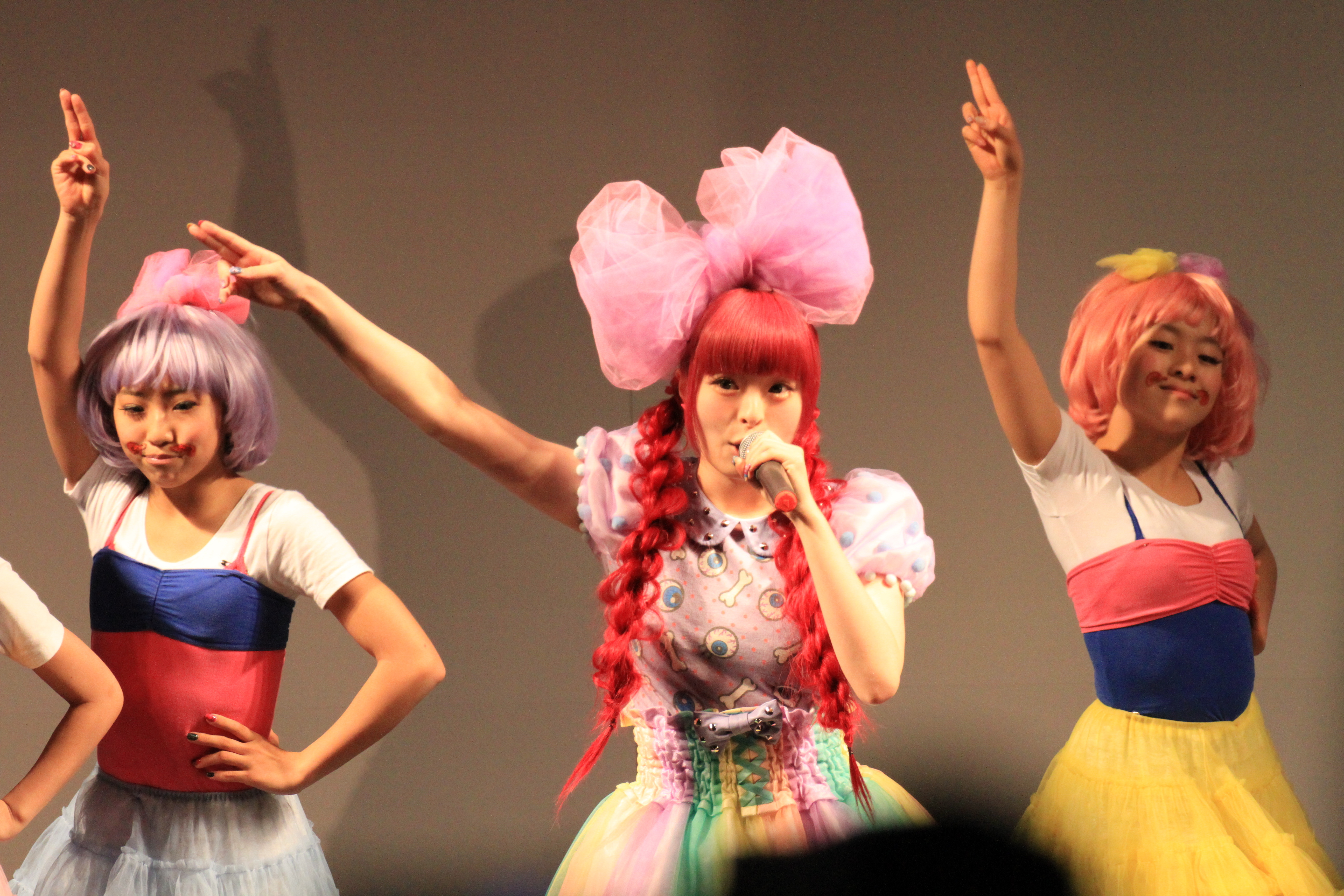
2012年度「沖縄国際映画祭」のステージで歌うきゃりーぱみゅぱみゅ

デビュー・ミニ・アルバム『もしもし原宿』に続くCDシングル「つけまつける」を2012年1月に発売。この楽曲は邦楽アーティスト史上最多の73カ国で先行配信された。週間オリコンチャートで初登場7位を記録したほか、「iTunes Store」のエレクトロニックソングチャートにおいて、フィンランドで1位、ベルギーで3位、さらに米国の同エレクトロニックアルバムチャートで邦楽アーティスト史上最高位の2位を記録した。2月に初のワンマンライブ「もしもしクアトロ」を東京・渋谷CLUB QUATTROで行い、2枚目のCDシングル「CANDY CANDY」を発売すると、6月における初の全国ツアーの開催を発表。3月には「沖縄国際映画祭」のイベントステージに出演。「つけまつける」と「CANDY CANDY」に加えデビュー・ミニ・アルバム『もしもし原宿』収録曲にあたる「きゃりーのマーチ」を披露し、同映画祭期間中の全ステージで最大の集客を記録した。5月には1stアルバム『ぱみゅぱみゅレボリューション』を発売。オリコンCDアルバム週間ランキング初登場2位。さらに、同デイリーチャート1位、「iTunes」総合チャート1位、米国、フランス、ベルギーの各エレクトロニックチャートで1位を獲得。20万枚超のロングセラーを記録していた8月に至り、同アルバムの「子供向け版」にあたる特価盤を期間限定で発売するに至った。

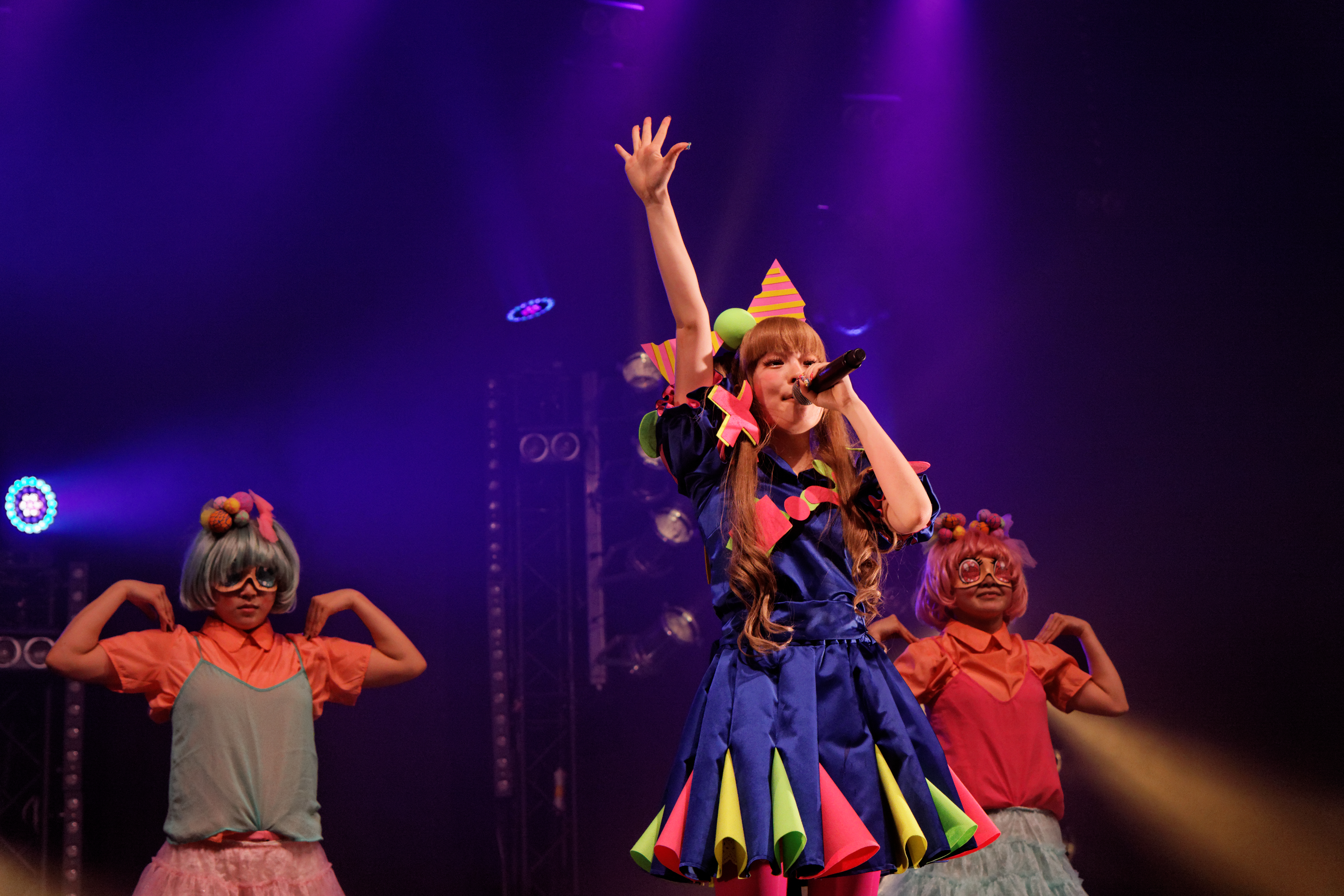
2012年度「Japan Expo」のステージに歌うきゃりーぱみゅぱみゅ

先立つ7月にはフランス・パリにて開催された「Japan Expo」のイベント「HARAJUKU KAWAii!!!!」のライブステージに出演、ヨーロッパへの初進出を果たしていた。ライブは初日に8000人、2日目に5000人、あわせておよそ1万3000人の集客数を記録、これは同年の「Japan Expo」最大の観客動員数であった。同年末、動画共有ウェブサイト「YouTube」の2012年に投稿された動画の再生回数ランキングの発表において、「CANDY CANDY」のMVが邦楽アーティスト最上位となる全世界2位にランクインした。同時期歌ネットの発表による「2012年・歌詞閲覧・年間総合ランキングTOP50」で「つけまつける」が1位にランクイン。デビュー・ミニ・アルバムの『もしもし原宿』が「ミュージック・ジャケット大賞」を受賞。そして年末恒例の音楽賞「第54回日本レコード大賞」の特別賞を受賞。大晦日には『第63回NHK紅白歌合戦』でNHK紅白歌合戦に初出場。「紅白2012きゃりーぱみゅぱみゅメドレー」と題して「ファッションモンスター」と「つけまつける」の2曲を披露した。インターネット調査会社・マクロミル発「2012年の流行に関する調査」によれば、1000名を対象とした同調査の“（2012年に）ヒットした人物”部門において39%の票を獲得し1位、同年“最もブレイクした人物”であったことを示唆する結果となった。

### 2013年：ワールド・ツアー、『なんだこれくしょん』
2013年2月から初のワールド・ツアーにあたる「100% KPP WORLD TOUR」が開幕。計8カ国を巡るツアーで、ベルギー・ブリュッセルに始まり、フランス・パリ、イギリス・ロンドン、台湾・台北、香港、米国・ロサンゼルス、米国・ニューヨーク、シンガポール、そして東京公演をもって5月に終幕。世界13都市、全19公演で2万8,000人を動員した。ロンドン公演はチケットが発売から数秒で完売したという。このワールドツアーの様子を収めたドキュメンタリー映画『劇場版きゃりーぱみゅぱみゅ』が同年のうちに封切られる。そして同じくこのワールドツアーの様子を収めた自身の初写真集『OFFICIAL DOCUMENTARY PHOTO BOOK -100%KPP WORLD TOUR 2013-』を発売。さらにドキュメンタリーDVD『100%KPP WORLD TOUR 2013 OFFICIAL DOCUMENTARY』も発売している。翌2014年には2度目の世界ツアーとなる「NANDA COLLECTION WORLD TOUR 2014」が同じく2月より米国・シアトルを起点に開幕。世界11カ国で16公演、約3万5000人を動員するツアーとなった。同年発売の2ndアルバム『なんだこれくしょん』はオリコンデイリーアルバムチャートで1位を獲得。この時期、YouTube上の公式ミュージック・ビデオの再生回数は、「PONPONPON」が約4509万、「つけまつける」が約3017万、「CANDY CANDY」が約1389万、「ファッションモンスター」が1337万回、「ふりそでーしょん」が約799万回と、合計1億を突破していた。12月に発表された「YouTube」の集計によれば、日本国内動画の年間再生回数ランキングにて、自身の楽曲のミュージックビデオが1位の「にんじゃりばんばん」2600万回超、3位の「インベーダーインベーダー」約1600万回、4位の「ふりそでーしょん」約1500万回と上位を独占しており、これは日本国外からのアクセスの多さも寄与した結果であった。この年には「ファッションモンスター」で「MTV Video Music Awards Japan」の「最優秀ポップビデオ賞」と「最優秀カラオケソング賞」を同時受賞。同賞初受賞にしての2冠であった。翌2014年にも同賞「最優秀カラオケソング賞」と「最優秀アルバム賞」とをそれぞれ「もったいないとらんど」と『なんだこれくしょん』で受賞。2年連続で同賞の最多受賞者となった。

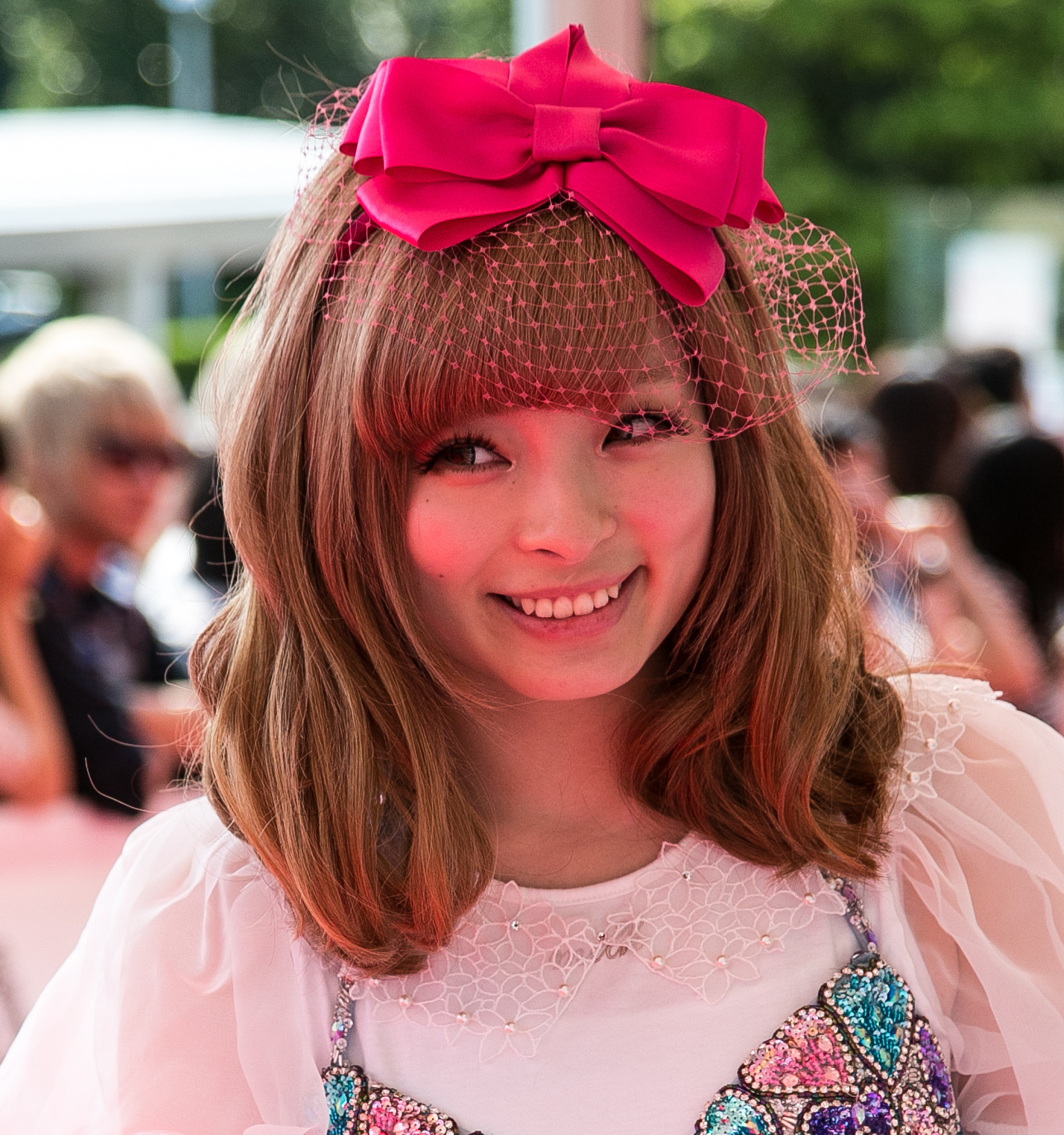
2014年度「MTV VIDEO MUSIC AWARDS JAPAN」の現場にて。

### 2014年-2017年：『ピカピカふぁんたじん』、アートワーク展
2014年発売のシングル「ゆめのはじまりんりん」はオリコンデイリーランキングにて初登場9位。続くシングル「ファミリーパーティー」は最終的に2位まで上昇。7月に至り、これらの楽曲を収めた3rdアルバム『ピカピカふぁんたじん』をリリース。先駆け配信された「iTunes Store」のエレクトロニックチャートにおいて、日本、香港、台湾、タイ、マレーシア、シンガポールで1位、ニュージーランドとベルギーで2位、フランスとメキシコで3位、オーストラリアとフィリピンとイギリスで4位を獲得、これは日本人アーティスト初の事態で、CD盤は世界4大陸15ヶ国での同時発売となった。日本国内においては発売初週で4.8万枚を売上、オリコン週間アルバムランキングにて初登場首位、昨年発売の『なんだこれくしょん』に続く2作連続の首位獲得であった。「ファミリーパーティー」では「第56回日本レコード大賞」の優秀作品賞を受賞することともなった。2015年には10枚目のシングル「もんだいガール」を発売。1月始動のテレビドラマ『問題のあるレストラン』用の制作となった楽曲で、ドラマの主題歌を担うのはこれが初のことであった。
デビュー5周年を記念した展覧会『KYARY PAMYU PAMYU ARTWORK EXHIBITION 2011-2016』が、2016年12月16日から25日までラフォーレミュージアム原宿で開催された。同展は、きゃりーぱみゅぱみゅがこれまでにリリースしてきた全18作品のCDジャケットのデザインを展示したアートワーク展。デビューから2016年までアートディレクションを担当したSTEVE NAKAMURAと共に制作してきたジャケットデザインやビジュアル、アルバムに付属したフォトブックの未公開写真など約100点以上の作品が展示されたほか、フォトブックできゃりーぱみゅぱみゅが着用した衣装やウィッグも公開された。さらにジャケットの写真が動くインタラクティブな展示も登場したという。また、このアートワーク展の開催を記念して、同年12月8日にビジュアルブック「KYARY PAMYU PAMYU ARTWORKS 2011-2016 STEVE NAKAMURA」がアイデア・特別編集／誠文堂新光社より刊行された。この本にはきゃりーのアートワークにまつわる約300点のビジュアルやきゃりーの作品のアートディレクションを手がけていたSTEVE NAKAMURAによるアートワーク解説テキスト、きゃりーとSTEVE NAKAMURAによる対談などを収録。STEVE NAKAMURAのアートディレクションは、同年末で終了となった。
この間、原宿系ファッションの人気に陰りが出始めた。同時に、音楽チャートでも上位に上がらなくなってくる。2015年を過ぎた辺りから、原宿系に関する情報を伝えてきた雑誌の休刊が相次ぐようになった。2017年には、何度も表紙を飾った「KERA」と「Zipper」が休刊した。従って、2018年から方針の転換を余儀なくされることになる。

### 2018年 -：「きみのみかた」、ナチュラル系への転換
この時期には原宿でも青文字系のファッションを見掛けなくなった。デビュー当時18歳だったきゃりーは25歳を迎え、年齢に合わせたナチュラル系メイクへの転換を試みたり、バラエティ番組に出演したり、ナレーターを担当したりする等、新たな試みを行っている。
2018年9月26日に、自身の4thアルバムである『じゃぱみゅ』をリリースした。新作のフルアルバムは約4年振りとなる。本人が既に20代後半に入っているため、前作と比較してもヴィヴィッドな色合いは薄れたと共に、エレクトロニック・ダンス・ミュージック、テクノポップに寄せたコアで保守的な作風となっている。9月30日16時からは、発売記念企画として、イオンレイクタウン1F木の広場にて、レイクタウン10周年Anniversary きゃりーぱみゅぱみゅ 4thアルバム「じゃぱみゅ」発売記念スペシャルイベントを行った。このイベントの内容は「きみのみかた」、「演歌ナトリウム」、「キズナミ」の3曲のミニライブとCD購入者対象の握手会の構成であった。1F木の広場は握手会参加券を入手した上で、優先観覧エリア入場整理券を入手しなければ入場できないため、吹き抜けから見下ろすために、2F、3Fにも多くの観覧客が訪れた。握手会への参加者は1,000人程居たようである。この日は、台風24号が日本を縦断するコースを進み、イオンレイクタウンは19時閉店を決定し、公共交通機関も20時以降の運転見合わせを決定するという、非常に危うい状況の中で行われた。2021年から日本コロムビアに移籍。「KRK LAB」というきゃりーぱみゅぱみゅのプライベートレーベルを発足させた。

## アーティスト性、パブリックイメージ
『KERA』や『Zipper』などのファッション雑誌を舞台に活動する「青文字系」モデルの最も代表的な人物とされる。本人と、原宿Kawaii文化の中でも青文字系文化の起源となったアーティストである増田セバスチャンと、音楽プロデューサーの中田ヤスタカとの共同制作により、本人自身は日本の原宿Kawaii文化の世界的アイコンとしての地位を確立した。これまで影響を受けた音楽は、グウェン・ステファニー、クリスティーナ・アギレラ、ケイティ・ペリー、レディー・ガガ、ならびに「CAPSULE」「Perfume」、MEGなどの中田ヤスタカの作る楽曲。また、Berryz工房のメンバーにあたる菅谷梨沙子のファンであることをかねてより公言している。芸名“きゃりーぱみゅぱみゅ”は、もともと高校時代、よく被っていた金髪のウィッグを見た友人から冗談で外国人風に“きゃりー”と呼ばれていたのが起源で、その後ブログの開始に伴い、“きゃりー”では短くて物足らず、八木真澄の同名の一発ギャグにあたる“ぱみゅ”をかわいいと思い拝借“ぱみゅぱみゅ”を、“きゃりー”のニックネームに続けた。
この“ぱみゅぱみゅ”の発音は日本語話者にとって発音しづらく、アナウンサー泣かせと言われている。
- 「きゃりーぱみゅぱみゅ」の発音例

## 私生活

### 趣味、嗜好
原作コミックを全巻所持するほどの熱烈な『クレヨンしんちゃん』ファンであることを公言、その縁から、作品内への登場や関連CDのジャケットへの登場などの共同企画が2013年に実現している。

### 男女交際
2012年に6歳年上の俳優・小谷昌太郎との「半同棲」が報じられた。2013年に、「SEKAI NO OWARI」のボーカル・深瀬慧との交際が報じられている。これについては翌年8月頃に相手の深瀬慧がTwitter上で認める旨の発言を示したことから公然の交際関係と受け止められるようになった。その「交際宣言」の時点で既に2年の交際期間を経ていたことを相手側が公表、同年末には「第56回日本レコード大賞」を揃って受けることともなった。

### 結婚
2023年3月21日、自身のSNS投稿で俳優の葉山奨之と結婚したことを公表した。将来30歳位までには結婚したいとの希望を語っていたが、その希望通りとなった。2024年4月23日には第一子を妊娠していることを発表した。2024年10月8日、第一子を出産したことを発表した。

### 本名
2023年10月29日放送の『まつもtoなかい』の番組内で、本名の下の名前が「桐子」であることを公表した。「きゃりー」の芸名は「きりこ→きゃりこ→きゃりー」で名付けたと話している。母親が自分を出産した病院の窓から桐の木が見えたことで、「桐の木のように悪い虫がつかない、元気な子に育ってほしい」という意味で名付けたという。本名を明かすことになったのは、仲の良いPerfumeのあ～ちゃんがInstagramで何度も自分のことを本名で言うので「もういいかな」と思ったからと話している。

## ディスコグラフィ

### フル・アルバム
| 枚  | 発売日         | タイトル                     | オリコン 最高位 | RIAJ認定 |
| --- | -------------- | ---------------------------- | --------------- | -------- |
| 1st | 2012年5月23日  | ぱみゅぱみゅレボリューション | 2               | ゴールド |
| 2nd | 2013年6月26日  | なんだこれくしょん           | 1               | プラチナ |
| 3rd | 2014年7月9日   | ピカピカふぁんたじん         | 1               | ゴールド |
| 4th | 2018年9月26日  | じゃぱみゅ                   | 12              |          |
| 5th | 2021年10月27日 | キャンディーレーサー         | 22              |          |

### ミニ・アルバム
| 枚  | 発売日        | タイトル     | オリコン 最高位 |
| --- | ------------- | ------------ | --------------- |
| 1st | 2011年8月17日 | もしもし原宿 | 18              |

### ベスト・アルバム
| 枚  | 発売日        | タイトル | オリコン 最高位 |
| --- | ------------- | -------- | --------------- |
| 1st | 2016年5月25日 | KPP BEST | 2               |

### ボックス・セット
| 枚  | 発売日         | タイトル                                         | オリコン 最高位 |
| --- | -------------- | ------------------------------------------------ | --------------- |
| 1st | 2012年12月19日 | ぱみゅぱみゅエボリューション(大人たちの味方 BOX) | 114             |

### CDシングル
| 枚                | 発売日         | タイトル                                                            | オリコン 最高位 | アルバム                     |
| ----------------- | -------------- | ------------------------------------------------------------------- | --------------- | ---------------------------- |
| 1st               | 2012年1月11日  | つけまつける                                                        | 7               | ぱみゅぱみゅレボリューション |
| 2nd               | 2012年4月4日   | CANDY CANDY                                                         | 8               | ぱみゅぱみゅレボリューション |
| 3rd               | 2012年10月17日 | ファッションモンスター                                              | 5               | なんだこれくしょん           |
| 4th               | 2013年1月30日  | キミに100パーセント/ふりそでーしょん                                | 3               | なんだこれくしょん           |
| 5th               | 2013年3月20日  | にんじゃりばんばん                                                  | 3               | なんだこれくしょん           |
| 6th               | 2013年5月15日  | インベーダーインベーダー                                            | 3               | なんだこれくしょん           |
| 7th               | 2013年11月6日  | もったいないとらんど                                                | 8               | ピカピカふぁんたじん         |
| 8th               | 2014年2月26日  | ゆめのはじまりんりん                                                | 11              | ピカピカふぁんたじん         |
| 9th               | 2014年4月16日  | ファミリーパーティー                                                | 2               | ピカピカふぁんたじん         |
| 限定              | 2014年6月11日  | きらきらキラー                                                      | -               | ピカピカふぁんたじん         |
| 10th              | 2015年3月18日  | もんだいガール                                                      | 6               | KPP BEST                     |
| 11th              | 2015年9月2日   | Crazy Party Night 〜ぱんぷきんの逆襲〜                              | 12              | KPP BEST                     |
| 12th              | 2016年4月20日  | 最&高                                                               | 16              | KPP BEST                     |
| 13th (スプリット) | 2017年1月18日  | Crazy Crazy （feat. Charli XCX & Kyary Pamyu Pamyu） / 原宿いやほい | 15              | じゃぱみゅ                   |
| 14th              | 2017年4月5日   | 良すた                                                              | 15              | じゃぱみゅ                   |
| 15th              | 2019年5月10日  | きみがいいねくれたら (限定盤CDシングルあり/KMGI-0001)               |                 | キャンディーレーサー         |

### 配信シングル
| 枚 | 配信日        | タイトル                            |
| -- | ------------- | ----------------------------------- |
| 1  | 2010年3月30日 | ミラクルオレンジ                    |
| 2  | 2010年9月25日 | ラブベリー                          |
| 3  | 2011年7月20日 | PONPONPON                           |
| 4  | 2018年4月11日 | きみのみかた                        |
| 5  | 2020年4月24日 | かまいたち                          |
| 6  | 2020年6月26日 | にんじゃりばんばん Steve Aoki Remix |
| 7  | 2021年1月29日 | ガムガムガール                      |
| 8  | 2021年8月17日 | 原点回避                            |
| 9  | 2021年9月29日 | じゃんぴんなっぷ                    |
| 10 | 2022年1月8日  | メイビーベイビー                    |
| 11 | 2022年10月8日 | 一心同体                            |
| 12 | 2023年4月21日 | CANDY CANDY (Moe Shop Remix)        |
| 13 | 2024年4月12日 | OEDOEDO                             |

## 参加作品
| 発売日       | アーティスト名    | タイトル                     | 楽曲名                  | 補足    |
| ------------ | ----------------- | ---------------------------- | ----------------------- | ------- |
| 2016年3月9日 | unBORDE all stars | Feel + unBORDE GREATEST HITS | Feel にんじゃりばんばん | [ 104 ] |

## 出演

### 雑誌
- 『Zipper』（祥伝社）
- 『KERA』（ジャック・メディア・キャピタル）
- 『HR』（グラフィティ）

### テレビ番組
- キャサリン → キャサリン三世（関西テレビ、フジテレビ、2012年4月 - 2013年9月）
- スペシャエリア（スペースシャワーTV、2011年10月 - 2013年10月）
- きゃりーのウェイウェイNICOちゃんねる（ニコニコ生放送、2010年12月 - 2012年5月）
- きゃりーぱみゅぱみゅテレビJOHN!（メ〜テレ、2012年10月 - 2013年3月14日）※東海地区、新潟、沖縄限定放送
- きゃりーぱみゅぱみゅの“なんだこれTV”（スペースシャワーTV、2013年11月 - 2020年）[105]
- もしもしにっぽん（NHKワールド、BSフジ、2014年4月 - 2015年3月）※NHKワールドをプラットフォームとする国際番組 - プレゼンター
- 世界の何だコレ!?ミステリー（フジテレビ、2015年10月 - ） - MC [106]
- SPACE SHOWER MUSIC AWARDS（スペースシャワーTV、2018年3月1日、2019年3月7日） - 司会
  - SPACE SHOWER TV 30TH ANNIVERSARY SPACE SHOWER MUSIC AWARDS 2020（スペースシャワーTV、2020年3月13日） - 司会
- u&i（NHK Eテレ、2018年10月10日 - ）- パペットキャラクター・メッチャカ役（声優）
- えいごであそぼ Meets the World（NHK Eテレ、2023年4月4日 - ） - KYARY（きゃりー） 役

#### NHK紅白歌合戦出場歴
| 年度/放送回    | 回 | 曲目                                                                              | 出演順 |
| -------------- | -- | --------------------------------------------------------------------------------- | ------ |
| 2012年/ 第63回 | 初 | 紅白2012きゃりーぱみゅぱみゅメドレー （ファッションモンスター、つけまつける）     | 32/50  |
| 2013年/ 第64回 | 2  | 紅白2013きゃりーぱみゅぱみゅメドレー （にんじゃりばんばん、もったいないとらんど） | 34/49  |
| 2014年/ 第65回 | 3  | きらきらキラー                                                                    | 35/48  |

出演順は「出演順/出場者数」で表す。

### CM
- テレビドガッチ「豆しぱみゅぱみゅ」（2011年 - 2013年）
- インテリジェンス「求人情報サービスan」（2012年-2015年）
- グリコ乳業「プッチンプリン」（2012年）
- 江崎グリコ
  - 「BREO」（2012年）
  - 「アイスの実」（2013年、2014年、2015年、2016年、2017年）
- ジャパンゲートウェイ「Reveur SCALP」（2012年）
- 日本ケンタッキー・フライド・チキン「Krushers おねだりキャンペーン」（2012年、2013年）
- ジーユー「g.u.」（2012年[107]、2013年[108]）
- スズキ「MRワゴン エコ」（2012年 - 2014年）
- KDDI「au」（2013年[109]、2014年[110]）
- サンスター「Ora2 HAMiGAKi」（2013年、2014年）
- CHINTAI（2013[111]、2014年）
- メガネトップ「ALOOK」（2013年）
- 任天堂
  - 「Newニンテンドー3DS」（2014年）
  - 「とびだせ どうぶつの森」（2015年）
- シャープ「AQUOS 4K ネクスト」（2015年、2016年）[112]
- 日本コカ・コーラ 秋のキャンペーン「ハロウィンキャンペーン2015」イメージキャラクター（2015年）[113]
- 西武鉄道 きゃりーぱみゅぱみゅ5周年 × 西武鉄道「SEIBU KPP TRAIN 出発式編」（2016年3月30日 - ）[114][115]。
- 日清紡「DOG THEATERシリーズ」（2016年4月13日 - ）
- メルカリ「メルペイ」（2019年 -）
- 幸楽苑（2020年3月 -）
- 内閣府「政府広報 新型コロナウイルス接触確認アプリ COCOA・自分を守るために」（2020年8月）
- ガンホー・オンライン・エンターテイメント「Nintendo Switch ニンジャラ」（2020年10月 -）
  - ♪にんじゃりばんばん・コラボ開催中（2020年）単独出演
  - チームで遊ぶ4人「チームきゃりー」篇（2021年）四千頭身と共演

### テレビドラマ
- 家族のうた 第1話（フジテレビ、2012年4月15日） - 本人 役
- 問題のあるレストラン 最終話（フジテレビ、2015年3月19日） - 客 役

### テレビアニメ
- クレヨンしんちゃん（テレビ朝日、2013年1月25日） - 本人 役

### 映画
- きゃりーぱみゅぱみゅシネマJOHN!（2014年7月12日公開） - 本人 役
- クレヨンしんちゃん 激突! ラクガキングダムとほぼ四人の勇者（2020年9月11日公開） - 姫 役（声の出演）[116]

### ラジオ
- きゃりーぱみゅぱみゅのウェイウェイレディオ!（2011年4月 - 2015年3月、TBSラジオ『Kakiiin』内）
- 『SCHOOL OF LOCK!』内「きゃりーLOCKS!」（2015年10月 - 2018年3月、TOKYO FM・JFN系ネット）[117]
- きゃりーぱみゅぱみゅの なんとかぱんぱんラジオ（2019年4月 - 2023年9月、JFN制作、JFN系ネット）
- CHINTAI presents きゃりーぱみゅぱみゅ Chapter＃0〜Touch Your Heart〜（2021年4月 - 、TOKYO FM、JFN系ネット）
  - 「なんとかぱんぱんラジオ」に加え「Touch Your Heart」の放送が開始され、JFNのAライン、Bラインそれぞれの番組を担当している。

### ウェブテレビ
- きみがいいねくれたらきゃりーが当たる!きゃりーのいいねドリームくじ!（2019年5月16日、AbemaTV）[118]

## 作品

### 著書
- きゃりーぱみゅぱみゅ『Oh! My God!! 原宿ガール』ポプラ社、2011年8月、231頁。ISBN 978-4-591-12542-7。
  - 文庫版 きゃりーぱみゅぱみゅ『Oh! My God!! 原宿ガール』ポプラ社〈ポプラ文庫 き3-1〉、2012年6月、231頁。ISBN 978-4-591-12542-7。 (2011年刊に一部加筆、修正あり)
- きゃりーぱみゅぱみゅ『きゃりーぱみゅぱみゅきゃりーぼーん』祥伝社、2012年4月19日、111頁。ISBN 978-4-396-43051-1。
- きゃりーぱみゅぱみゅ『もしもし☆TOKYO きゃりーぱみゅぱみゅの東京Kawaiiガイドツアー』スペースシャワーブックス(出版) スペースシャワーネットワーク(発売)、2012年10月29日、91頁。ISBN 978-4-906700-55-4。

### 映像作品
- きゃりーぱみゅぱみゅ テレビJOHN! DVD, ワーナーミュージック・ジャパン, (2012-06-06), WPBL-90186 - 東海地区の放送局メ〜テレのみで放送されている冠番組「きゃりーぱみゅぱみゅテレビJOHN!」の2011年10月18日放送の#1『JOHNはどこ行ったの?』と2012年4月10日放送の#2『まんじゅうこわい』を再編集。
- きゃりーぱみゅぱみゅ テレビJOHN! DVD, Vol.2, ワーナーミュージック・ジャパン, (2012-12-19), WPBL-90202 - 東海地区の放送局メ〜テレのみで放送されている冠番組「きゃりーぱみゅぱみゅテレビJOHN!」の2012年6月26日放送の#3『トイプーはファンタジスタ』と2012年10月2日放送の#4『真実の瞬間』を収録。
- ドキドキワクワク ぱみゅぱみゅレボリューションランド2012 in キラキラ武道館, ワーナーミュージック・ジャパン, (2013-02-13), WPBL-90213 WPXL-90017 WPBL-90211/2 - 2012年11月6日に行った初の日本武道館公演を収録。
- 100％KPP WORLD TOUR 2013 OFFICIAL DOCUMENTARY, ワーナーミュージック・ジャパン, (2014-02-12), WPBL-90236 WPXL-90024 - 2013年2月から行った初のワールドツアー「100%KPP WORLD TOUR 2013」の軌跡を辿ったドキュメンタリー映像を収録。
- きゃりーぱみゅぱみゅのマジカルワンダーキャッスル, ワーナーミュージック・ジャパン, (2014-06-11), WPBL-90297 WPXL-90072 - 2014年1月18日、19日の2日間で2万4千人を動員した初の横浜アリーナ公演を収録。
- KPP MV01, ワーナーミュージック・ジャパン, (2015-09-30), WPBL-90308 WPBL-90309 WPXL-90038 WPXL-90084 - 2011年に発売された「PONPONPON」から当時点での最新シングル「Crazy Party Night 〜ぱんぷきんの逆襲」までのミュージック・ビデオを網羅した自身初となるミュージック・ビデオ集。また特典映像には未公開シーンや別テイクでの映像等も収録されている。初回生産限定盤のみ豪華フォトブックレット付属。

## 賞歴
| 年   | 対象                             | 賞                                      | カテゴリ                                                               | 出典    |
| ---- | -------------------------------- | --------------------------------------- | ---------------------------------------------------------------------- | ------- |
| 2011 | 本人                             | BEST STYLING AWARD                      | アーティスト部門                                                       | [ 119 ] |
| 2012 | 「PONPONPON」                    | SPACE SHOWER Music Video Awards         | 特別賞                                                                 | [ 120 ] |
| 2012 | 『もしもし原宿』                 | ミュージック・ジャケット大賞            | 大賞                                                                   | [ 121 ] |
| 2012 | 本人                             | 第45回日本有線大賞                      | 特別賞                                                                 | [ 122 ] |
| 2012 | 本人                             | VOGUE JAPAN Women of the Year 2012      | -                                                                      | [ 123 ] |
| 2012 | 本人                             | ベストドレッサー賞                      | インターナショナル部門                                                 | [ 124 ] |
| 2012 | 本人                             | 第54回日本レコード大賞                  | 特別賞                                                                 | [ 125 ] |
| 2013 | 『ぱみゅぱみゅレボリューション』 | CDショップ大賞                          | 準大賞                                                                 | [ 126 ] |
| 2013 | 「つけまつける」                 | SPACE SHOWER Music Video Awards         | BEST VIDEO OF THE YEAR                                                 | [ 127 ] |
| 2013 | 「にんじゃりばんばん」           | レコチョクアワード月間最優秀楽曲賞3月度 | ダウンロード（シングル）部門                                           | [ 128 ] |
| 2013 | 「にんじゃりばんばん」           | レコチョクアワード月間最優秀楽曲賞3月度 | 着うた部門                                                             | [ 129 ] |
| 2013 | 「ファッションモンスター」       | MTV VMAJ 2013                           | 最優秀ポップビデオ賞                                                   | [ 130 ] |
| 2013 | 「ファッションモンスター」       | MTV VMAJ 2013                           | 最優秀カラオケソング賞                                                 | [ 131 ] |
| 2014 | 本人                             | バービーアワード                        | -                                                                      | [ 132 ] |
| 2014 | 『なんだこれくしょん』           | MTV VMAJ 2014                           | 最優秀アルバム賞                                                       | [ 133 ] |
| 2014 | 「もったいないとらんど」         | MTV VMAJ 2014                           | 最優秀カラオケソング賞                                                 | [ 134 ] |
| 2014 | 「ファミリーパーティー」         | 第56回日本レコード大賞                  | 優秀作品賞                                                             | [ 135 ] |
| 2016 | 本人                             | SPACE SHOWER MUSIC AWARDS               | BEST COSTUME ARTIST （もっとも優れた衣装のアーティストに授与される賞） | [ 136 ] |